# Nebridia mendica
Nebridia mendica är en spindelart som beskrevs av Bryant 1943. Nebridia mendica ingår i släktet Nebridia och familjen hoppspindlar. Inga underarter finns listade i Catalogue of Life.